# 清和大学短期大学部
清和大学短期大学部（せいわだいがくたんきだいがくぶ、英語: Seiwa Junior College）は、千葉県木更津市東太田3-4-2に本部を置く日本の私立大学。1946年創立、1967年大学設置。大学の略称は清和短大。2019年3月に新校舎が完成（現時点では千葉県内でもっとも新しい校舎）。

## 概観

### 大学全体
- 千葉県木更津市に所在する日本の私立短期大学[注 1]で、設置主体は学校法人君津学園[2]。
- 1967年に清和女子短期大学として開学。2003年から共学化されている。

### 建学の精神（校訓・理念・学是）
- 建学の精神は「真心教育」。「真心教育」とは、人間性の全人的形成を目指してそれぞれの個性が持つ立派な可能性を自然に開発伸長できるように育成する教育である。
- 学生自身の人間性の全人的形成をめざして、それぞれの個性がもつ立派な可能性を伸長できるように育成するとともに、保育者・教育者として巣立った時、無限の可能性を秘めた子どもたちのよき理解者としてその個性を伸ばす事ができるよう教育を行っている。

　【建学の精神の具体的な指針】
　　　一、真実の自己に生きよ
　　　二、社会の良心となれ
　　　三、いかなる困難にも耐えて逞しく生きよ
- 学名は創設者の出身地である君津市清和地区に由来している。

### 教育および研究
- 初等教育や幼児教育に携わる人材育成に力をいれており、清和大学附属幼稚園（3園）での実習も実施している。元々は、清和女子短期大学として女子の教育を行っていたが、2003年より男女共学となっている。
- 8人一組教育。専任教員1名に対して学生8名の厚い体制で学びを支える「少人数教育」を行っている。
- こども学科1学科。附属幼稚園が3施設ある。取得資格は保育士登録資格、幼稚園教諭二種免許状、レクリエーションインストラクター資格が取得できる。

### 学風および特色
- 清和大学のキャンパスに隣接する短大独自のキャンパスをもっている。
- 年100回の打合せ・教員会議を実施している。教員同士が学生、授業、幼児教育について話し合い、情報共有している。
- 卒業生が、仕事の話、保育の専門的な相談、たわいない身の上話などを教員と話すために、多数、来校している。

## 沿革
- 1946年
  - 英語講習所を開設する。
- 1949年
  - 各種学校君津学園設立。
- 1951年
  - 木更津高等家政女学校を設立する。
- 1960年
  - 8月1日 学校法人君津学園が設立する[3]。
- 1967年
  - 1月23日 左記を以て文部省[注 2]より短期大学の設置が認可される[4]。
  - 4月1日 清和女子短期大学（せいわじょしたんきだいがく）としてが以下の学科体制にて開学[注 3]。
    - 幼児教育科 入学定員100名[注 4]

  - 5月1日 学生数[9]/定員
    - 幼児教育科 24[注釈 1]/100
- 1968年
  - 5月1日 学生数[10]/定員
    - 幼児教育科 74[注釈 1]/200
- 1976年
  - 4月1日 幼児教育科を児童教育学科に改組し、以下の専攻課程を設ける[注 5]。
    - 初等教育専攻 入学定員50名[注釈 2]
    - 幼児教育専攻 入学定員50名[注釈 2]

  - 5月1日 学生数[14]/定員
    - 児童教育科 221[注釈 1]/100
      - 幼児教育科 122[注釈 1]/100
- 1977年
  - 5月1日 学生数[15]/定員
    - 児童教育科 456[注釈 1]/200
- 1985年
  - 5月1日 学生数[16]/定員
    - 児童教育科 216[注釈 1]/200
- 1986年
  - 5月1日 学生数[17]/定員
    - 児童教育科 23o[注釈 1]/200
- 1987年
  - 5月1日 学生数[18]/定員
    - 児童教育科 321[注釈 1]/200
- 1992年
  - 5月1日 学生数[注 6]/定員
    - 児童教育科 266[注釈 1]/200
- 1994年
  - 4月1日 児童教育学科初等教育専攻の入学定員を50→30に減員[注 7]。
  - 5月1日 学生数[24]/定員
    - 児童教育科 224[注釈 1]/180
- 1995年
  - 5月1日 学生数[25]/定員
    - 児童教育科 197[注釈 1]/160
- 1999年
  - 5月1日 学生数[26]/定員
    - 児童教育科 139[注釈 1]/160
- 2003年
  - 4月1日 清和大学短期大学部に改名、かつ学科および専攻名称を変更[注 8]。
    - 児童教育学科→児童総合学科
      - 幼児教育専攻→幼児教育・福祉専攻
- 2006年
  - 4月1日 学科および専攻の名称を以下の通り変更する[注 9]。
    - 児童教育学科→児童総合学科に
      - 幼児教育専攻→幼児教育･福祉専攻に名称変更[注 10]
- 2017年
  - 4月1日 以下の学科については、この年度で学生募集を最終とする[注 11]。
- 2018年
  - 4月1日 児童総合学科をこども学科に改称[注 12]。
- 2021年
  - 4月1日 こども学科の入学定員を100→80に減員[34]。

## 基礎データ

### 所在地
- 千葉県木更津市東太田3-4-2

### 交通アクセス
- JR内房線木更津駅よりスクールバスが運行されている。
- JR利用の場合

　　東京 - 木更津　快速約75分
　　千葉 - 木更津　快速約35分
- 東京湾アクアライン利用の場合

　　横浜 - 木更津　高速バス　約55分
　　川崎 - 木更津　高速バス　約60分
　　東京 - 木更津　高速バス　約55分
　　新宿 - 木更津　高速バス　約70分
　　渋谷 - 木更津　高速バス　約75分

### 象徴
- ホームページほか右記資料も参照[注 13]

## 教育および研究

### 組織

#### 学科
- こども学科 入学定員80名[2]

##### 過去の学科体制
- 児童教育学科→児童総合学科
  - 初等教育専攻 入学定員30名[注 14]
  - 幼児教育専攻→幼児教育・福祉専攻→こども学科

##### 取得資格について
- 幼稚園教諭二種免許状[注 15]
- 保育士登録資格[注 16]
- レクリエーションインストラクター資格

### 研究
- 『清和女子短期大学紀要』[41]
- 『清和大学短期大学部紀要』[42]

## 学生生活

### 部活動・クラブ活動・サークル活動
- ハンドベル部：イングリッシュ・ハンドベルを演奏するクラブである。清和祭やクリスマスコンサート等の学内行事に留まらず、地域での公演や幼稚園、保育所、社会福祉施設からの依頼にも応じている。多くの人々に美しく澄んだハンドベルの魅力を届けている。
- 館山集中授業：学外集中授業（館山集中授業）を入学直後の5月下旬に2泊3日の日程で実施している。房総の自然環境を活用し、保育者を目指す学生の資質の向上を図るとともに、教員・学生相互の親睦を深めることを目的としている。この授業では、運動会やグループ単位でのウオークラリー、さまざまな遊びを体験する。グループ活動を中心としていることから、入学後の仲間づくりやチームで協力することの大切さ等について体験的に学べる機会となっている。

### 学園祭
- 清和祭（学園祭）は、保育を学ぶ学生の学習成果の発表の場として毎年、概ね11月頃に実施している。全館にわたり造形表現活動を活かした装飾を施している。子どもたちが楽しめる「ダンボール迷路」や「わいわいパニック」などを企画・立案し、環境を構成している。毎年、清和祭を楽しみにしている近隣の子どもたちが多く、2日間の開催で延べ2000人の来場がある。校舎内外はまるでテーマパークの様相を呈し、子どもたちの楽しそうな笑顔や笑い声に包まれている。

## 大学関係者と組織

### 大学関係者一覧
- 創設者：真板益夫

## 施設

### キャンパス
- 至真殿：総合体育館
- 学生ホール
- 図書館
- 保育実習室
- 音楽ホール
- ピアノ練習室
- 進路指導室
- 講義室
- 美術室
- 調理室
- アクティブラーニングコモンズ
- カフェテリア
- パウダールーム（各階）
- 駐車場
- 体育館ほか

## 対外関係

### 他大学との協定
- 放送大学[43]
- 平成29年3月14日、君津市、富津市にある県立高等学校4校（県立天羽高校、県立君津商業高校、県立君津高校、県立上総高校）と教育提携に関する協定を締結した。
- 平成29年7月7日、独立行政法人国立高等専門学校機構・木更津工業高等専門学校と包括的な連携に関する協定を締結した。

### 系列校
- 清和大学
- 木更津総合高等学校
- 市原中央高等学校

## 卒業後の進路について

### 就職について
- 本学の卒業生は、その大部分が教育者・保育者への道を選んでおり、全国各地で、小学校・幼稚園の教員、児童福祉施設（保育所など）の保育士として活躍している。
- 公立保育所の保育士採用試験の合格者も多数いる。
- 幼児教育保育分野から多数の求人があり、一般企業からの求人も多く、例年100パーセントに近い就職率を維持している。

### 編入学・進学実績
- 併設の清和大学ほか淑徳大学・聖徳大学・明海大学などへの編入学実績もみられる。

## 附属学校
- 清和大学附属八重原幼稚園（君津市）
- 清和大学附属畑沢幼稚園（木更津市）
- 清和大学附属金田幼稚園（木更津市）